# Кун Рапидс (Ајова)
Кун Рапидс (енгл. Coon Rapids) град је у америчкој савезној држави Ајова. По попису становништва из 2010. у њему је живело 1.305 становника.

## Демографија
Према попису становништва из 2010. у граду је живело 1.305 становника, што је 0 (0,0%) становника више него 2000. године.
| Група             | 2000.         | 2010.         |
| Белци             | 1.271 (97,4%) | 1.251 (95,9%) |
| Афроамериканци    | 8 (0,6%)      | 1 (0,1%)      |
| Азијати           | 0 (0,0%)      | 0 (0,0%)      |
| Хиспаноамериканци | 23 (1,8%)     | 43 (3,3%)     |
| Укупно            | 1.305         | 1.305         |